# Разноресничные инфузории
Разноресничные инфузории, или гетеротрихи (лат. Heterotrichea) — класс простейших из типа инфузории.

## Описание
К этому классу относятся сравнительно крупные, иногда пигментированные инфузории с плоской или конической формой тела. Реснички на поверхности тела отличаются от ресничек около перистома, из-за чего эта группа и получила свое название. На теле реснички располагаются параллельно длинной оси тела или под небольшим углом к нему. Вокруг перистома имеются крупные правозакрученные мембранеллы. Макронуклеус крупный, обычно, в форме цепочки или гантели.

## Экология
Обитают в морях и пресных континентальных водоёмах, ведут подвижный или прикрепленный образ жизни. По типу питания преимущественно хищники, их жертвами являются другие инфузории и бактерии.

## Классификация
Насчитывают 10 семейств в составе единственного отряда Heterotrichida Stein, 1859:
- Blepharismidae Jankowski in Small & Lynn, 1985
- Chattonidiidae Villeneuve-Brachon, 1940
- Climacostomidae Repak, 1972
- Condylostomatidae Kahl in Doflein & Reichenow, 1929
- Fabreidae Shazib, Vd’ačný , Kim, Jang, Shin, 2014
- Folliculinidae Dons, 1914
- Gruberiidae Shazib, Vd’ačný , Kim, Jang, Shin, 2014
- Maristentoridae Miao, Simpson, Fu & Lobban 2005
- Peritromidae Stein, 1867
- Spirostomidae Stein, 1867
- Stentoridae Carus, 1863